# سیارک ۱۰۶۸۵
سیارک ۱۰۶۸۵ (به انگلیسی: 10685 Kharkivuniver، نامگذاری:1980VO) ده هزار و ششصد و هشتاد و پنجمین سیارک کشف شده‌است که در ۹ نوامبر ۱۹۸۰ کشف شد.